# شاپرک زردک
شاپرک زردک (نام علمی: Depressaria radiella) نام یک گونه از زیرخانواده زردکیان است.